# Нузхат аль-Маджалис
«Нузхат аль-Маджалис» (также Нузхат оль-Маджалес, араб. نزهة المجالس‎ — «Радость собраний») — антология персидской поэзии XI—XIII веков, в которой содержатся около 4100 рубаи — четверостиший, написанных примерно 300 персидскими поэтами на персидском языке. Антология была составлена персидским поэтом XIII в. Джамаладдином Халилом Ширвани - перс. جمال‌الدین خلیل شروانی‎. Антология была переписана в 1331 году.
Манускрипт впоследствии был переплетен в один том, который хранится в библиотеке Сулеймание в Стамбуле, Турция (№ 1667).

## История исследования антологии
Рукопись антологии была впервые описана Хельмутом Риттером в 1932 году. В 1935 году Ремпис опубликовал переводы несколько рубаи Омара Хайяма из антологии, а в 1963 году Фриц Майер опубликовал переводы рубаи Мехсети Гянджеви. Мохаммед Али Форуги приобрел копию рукописи, включил 31 рубаи Хайяма из антологии в своё издание «Рубаият-и Хайям» и был первым персидским учёным, который использовал антологию. Саид Нафиси описал антологии и выделил имена неизвестных поэтов Аррана и Ширвана, которые были упомянуты в антологии. Мохаммад-Таки Данешпазух описал антологию в статье о ней, переделав список имен поэтов, который был составлен Нафиси, согласно именам городов, в которых жили эти поэты, а также привел список по темам в каждом разделе книги.

## Содержание
Антология разделена по темам на 17 глав, которые в свою очередь делятся на 96 разделов. В антологию включены 179 рубаи и одна касыда (ода) из 50 двустиший, написанных самим её составителем Джамаладдином Халилом Ширвани. Книга представляет собой уникальный манускрипт, который сохранился до наших дней в списке, переписанным Эсфандиаром Абхари в июле 1331 года.
Благодаря антологии «Нузхат аль-Маджалис» сохранились рубаи выдающихся персидских поэтов, которые в других книгах не сохранились. Так например, в антологии содержатся 33 рубаи Омара Хайяма и шестьдесят рубаи Мехсети Гянджеви. Антология является самым ранним и достоверным собранием их произведений. В антологию включены рубаи более поздних писателей и поэтов, которые не были известны, как авторы рубаи: 
- Асади Туси
- Низами Гянджеви
- Фахраддин Гургани
- Онсор аль-Маали Кейкавуса

В антологии также содержатся рубаи учёных и мистиков, таких как Авиценна, Ахмед Газали, Медждаддин Багдади - одна из главных фигур в традиционном суфизме и Ахмед Джам, которые никогда не считались выдающимися поэтами. В антологии нашли место рубаи, в которых пересказываются изречения правителей, таких как Фарибоз III Ширваншах, которому посвящена антология, Тогрул-бек и Шамс ад-Дин Джувайни.

## Кавказский регион и персидские язык и литература
В антологии «Нузхат аль-Маджалис» собраны произведения 115 поэтов из (включая Арран, Ширван и Иранского Азербайджана, из которых 24 поэта были только из Гянджи), где по причине постепенного изменения языка наследие персидской литературы было почти полностью утрачено.
В отличие от других районов Ирана, где поэты имели непосредственное отношение ко двору правителей, занимали высокое положение в обществе или были учеными, высокопоставленными чиновниками и секретарями, многие поэты из Восточного Закавказья происходили из трудового люда. В их стихотворениях, представленных в антологии, много разговорных выражений. О них в стихотворениях упоминается, как о водоносе, стражнике, седельных дел мастере, шорнике, окулисте и т. д., что иллюстрирует повсеместное употребление персидского в этом регионе. Среди них много женщин, таких как Дохтари-и Хатиб Гяндже, Дохтар-и Салар, Дохтар-и Сати, Махсати Гянджеви, Дохтар-и Хаким Коу, Ряззия Гнджяи. Факт того, что обычные люди, включая женщин, не связанные с двором правителя, сочиняли четверостишия, иллюстрирует повсеместное использование персидского языка в регионе до его постепенной лингвистической тюркизации.
Творчество поэтов, представленных в антологии, относится ко времени, когда кавказский регион представлял собой уникальный конгломерат различных этнических культур. Известно, что мать Хагани была христианкой-несторианкой и, вероятно, армянкой, мать Муджира Байлакани также была христианкой и армянкой, а мать Низами была курдиянкой. Хобайас б. Эбрахим Тефлиси, автор нескольких научных трудов, живший в Анатолии в XII в., показал своё знание различных языков, указав названия лекарств в своем медицинском словаре «Таквим аль-адвиа» на нескольких языках, включая персидский, арабский, сирийский и греческий (византийский). Творчество поэтов этого региона отражает культурное и языковое разнообразие региона. Такая смесь культур не могла не оставить след на их творчестве, что привело к созданию большого количества новых концепций и терминов, примеры которых можно заметить в стихотворениях и поэмах Хагани и Низами, а также в словарях.
Профессор Амин Рияхи считает антологию полным отражением иранской культуры таких провинций Персии того времени как Арран, Ширван и Азербайджан. Он отмечает, что историк Ат-Табари упоминает Мухаммада ибн Баиса, первого поэта, который писал на фехлевийском иначе западно-персидском (азари) местном диалекте района Фахла/Пахла среднеперсидского языка - пехлеви, и жил в Мараге/Маранд иранской провинции Азербайджан, чьи предки мигрировали из Аравии за два поколения до его рождения. Рияхи уверен, что в отличие от того, что предполагают некоторые писатели советской эпохи а также их последователи, антология «Нузхат аль-Маджалис» доказывает, что в регионе существовала общая иранская культура, основанная на едином варианте среднеиранского языка (пехлеви) и арранском диалекте фарси, которая способствовала иранизации Ширваншахов, имевших арабское происхождение, распространение иранской культуры и сменяющих друг друга правителей региона. То, что иранская культура региона (которая, согласно мнению профессора Рияхи, была в постоянном контакте с другими культурами Кавказа) распространялась в результате воздействия обычных людей на правителей и придворных, а не правителей на обычных людей, живших в регионе, свидетельствует значительное число поэтов, употребление местного диалекта, использование идиом, а также то, что большинство из этих поэтов не были придворными, а были ремесленниками, как и то, что среди упомянутых поэтов были женщины.
Таким образом,
«Нузхат аль-Маджалис» является зеркалом социальных условий того времени, отражающим полное распространение персидского языка и культуры Ирана по всему региону, о чем свидетельствует повсеместное использование разговорных идиом в стихах, а также профессии некоторых поэтов. Влияние северо-западного наречия языка пехлеви, к примеру, который был разговорным диалектом региона, четко наблюдается в стихотворениях, которые собраны в этой антологии

## О единстве бытовой культуры
В антологии «Нузхат аль-Маджалис» не только собраны 4100 рубаи, но она также свидетельствует о быте обычных людей региона. В одиннадцатой главе антологии содержится детальная информация о том, какую косметику использовали женщины, как одевались люди региона, как проводили досуг. Так, рассказывается о том, что жители обычно в свободное время играли в «чет-нечет» (персидское название — tak yā joft bāzi), разводили голубей (название на фарси — kabutar-bāzi), упражнялись с кузнечным молотом (персидское название — potk zadan), в стрельбе из лука (персидское название — tir-andāzi).
Там же приводятся названия излюбленных музыкальных инструментов, таких как тамбурин (персидское название — Daf), язычковая труба (персидское название — Ney), арфа, а также описывается процесс игры на них.
В антологии можно обнаружить даже данные о ежедневных гигиенических процедурах: использовании пемзы (персидское название — sang-e pā) и средства для мытья волос на голове (персидское название — gel-e saršur).

## Список поэтов
Из 114 поэтов из северо-западных провинций Персии: Аррана, Ширвана и Иранского Азербайджана — 24 поэта из Гянджи. Среди поэтов:
1. Саад Гянджеи
2. Шамс Асад Гянджеи
3. Мехсети Гянджеви
4. Песар-и Хатиб Гянджеи
5. Песар-и Селех Гянджеи
6. Бурхан Гянджеи
7. Джамал Гянджеи
8. Шамс Ильяс Гянджеи
9. Дохтар-и Хатиб Гянджеи
10. Мохтасар Гянджеи
11. Разийя Гянджеи
12. Айяни Гянджеи
13. Низами Гянджеви
14. Омар Хайям

## Избранные рубаи из антологии
Антология никогда полностью не переводилась. Избранные рубаи из антологии, включая рубаи знаменитых поэтов, например Омара Хайяма, были переведены на английский язык профессором Диком Дэвисом (Dick Davis) и Р. Сейбери (R. Saberi).
Первым в антологии помещен рубаи, который принадлежит перу Маджд ад-Дина Багдади (из хорезмского города Багдадак), который вероятно умер в период монгольского нашествия.
Оригинальный текст рубаи на персидском языке:

ای نسخه نامه الهی که تویی

وی آینه جمال شاهی که تویی

بیرون ز تو نیست هرچه در عالم هست

در خود بطلب هرآنچه خواهی تویی
Перевод с английского (перевод с персидского на английский сделан Р. Сейбери):
Подобие Его творенья,
Ты - отражение величия Его,
И вся вселенная в твоей душе.
Ищи ж в себе предел своих желаний!Багдади
Один из рубаи Мехсети Гянджеви:
Оригинальный текст на персидском языке:

جان در ره غمهاش خطر باید کرد

آسوده دلی زیر و زبر باید کرد

وآنگه ز رضای یار نادیده اثر

با درد دل از جهان گذر باید کرد
Перевод с английского (перевод с персидского на английский сделан Р. Сейбери):
В любви ты, как в пути рискуешь жизнью,
И выворачиваешь душу наизнанку,'
Но не не доставив милой удовлетворенья,
Проходишь жизни путь в страданиях души.Мехсети Гянджеви
Из рубаи Санаи:
Оригинальный текст рубаи на персидском языке:

آنها که اسیر عشق دلدارند

از دیده، سرشک خون دل بارانند

هرگز، نشود بخت بد از عشق جدا

بخت بد و عاشقی بهم یارانند
Перевод с английского:
Тот, чьё сердце в плен к любви попало,
Льёт потоки горьких слёз:
Беда неотделима от любви,
Ведь пылкие любовники они.Санаи
Из рубаи Шамс Гянджей (одного из поэтов из Гянджи, чьи произведения скорее всего сохранились только в данной антологии:
Оригинальный текст рубаи на персидском языке:

از روی تو، سرو بوستان هست خجل

وز زلف تو مشک تا به جان هست خجل

خورشید، که عرصۀ زمین روشن ازوست

 از روی تو به آسمان، هست خجل
Перевод с английского:
От благородства твоего лица кипарис в саду в смятенье,
Пряный аромат локонов твоих вводит мускус в смятенье,
Даже солнце, освещающее землю с небес,
От красоты лика твоего в смятенье.Шамс Гянджей